# 石神村 (茨城県)
石神村（いしがみむら）は茨城県那珂郡にかつて存在した村である。

## 地理
- 現在の東海村の北部に位置する。
- 村は久慈川の南岸に位置する。

## 歴史

### 村域の変遷
- 1889年（明治22年）4月1日 - 町村制施行により、亀下村・竹瓦村・石神内宿村・石神外宿村・舟石川村が合併し那珂郡石神村が発足。
- 1955年（昭和30年）3月31日 - 石神村は村松村と合併し東海村が発足し、石神村は廃される[1]。

変遷表
| 1868年 以前 | 1868年 以前 | 明治22年 4月1日 | 昭和30年 3月31日 | 現在   |
| ----------- | ----------- | --------------- | ---------------- | ------ |
|             | 亀下村      | 石神村          | 東海村           | 東海村 |
|             | 竹瓦村      | 石神村          | 東海村           | 東海村 |
|             | 石神内宿村  | 石神村          | 東海村           | 東海村 |
|             | 石神外宿村  | 石神村          | 東海村           | 東海村 |
|             | 舟石川村    | 石神村          | 東海村           | 東海村 |

## 大字
- 亀下（かめした）
- 竹瓦（たけがわら）
- 石神内宿（いしがみうちじゅく）
- 石神外宿（いしがみとじゅく）
- 舟石川（ふないしかわ）

## 人口・世帯

### 人口
総数 [単位： 人]
| 1891年（明治24年） | 2,486 |
| 1920年（大正 9年） | 2,426 |
| 1935年（昭和10年） | 3,228 |
| 1950年（昭和25年） | 4,648 |

### 世帯
総数 [単位： 世帯]
| 1920年（大正 9年） | 635 |
| 1935年（昭和10年） | 876 |
| 1950年（昭和25年） | 815 |

## 交通

### 鉄道
- 日本国有鉄道（ → 東日本旅客鉄道）
  - ■常磐線
    - 石神駅

※石神駅は1957年（昭和32年）4月1日に東海駅に改称
- 村松軌道（1933年（昭和8年）廃止）
  - 石神駅

### 道路
- 一級国道
  - 国道6号（陸前浜街道）

## 出身有名人
- 根本陸夫
- 村上達也